# Babina Poljana (gmina Trgovište)
Babina Poljana (cyr. Бабина Пољана) – wieś w Serbii, w okręgu pczyńskim, w gminie Trgovište. W 2011 roku liczyła 21 mieszkańców.